# 455 v. Chr.
Portal Geschichte | Portal Biografien | Aktuelle Ereignisse | Jahreskalender | Tagesartikel

◄ |
6. Jahrhundert v. Chr. |
5. Jahrhundert v. Chr. |
4. Jahrhundert v. Chr. |
►

◄ | 470er v. Chr. | 460er v. Chr. | 450er v. Chr. | 440er v. Chr. |
430er v. Chr. |
►

◄◄ | ◄ | 458 v. Chr. | 457 v. Chr. | 456 v. Chr. | 455 v. Chr. |
454 v. Chr. |
453 v. Chr. |
452 v. Chr. |
► |
►►

## Ereignisse
- Die Athener zerstören im Ersten Peloponnesischen Krieg den spartanischen Hafen Gythio.

## Geboren
- um 455 v. Chr.: Theramenes, athenischer Politiker